# Персиани, Иван Эммануилович
Иван Эммануилович Персиани (ок. 1794 — 1888) — российский дипломат. Действительный тайный советник.

## Биография
Происходил из бояр княжества Валахия. Родился в семье дипломата Эммануила Ивановича Персиани (?—1839), служившего в посольстве Порты в Лондоне, затем на службе господаря Молдавии и Валахии К. Ипсиланти, а в 1806 году эмигрировавшего в Россию.
Иван Персиани был принят в русскую службу с чином коллежского советника 27 июля 1815 года и по принятии присяги на подданство России 1 февраля 1816 года был определён в ведомство Коллегии иностранных дел; в тексте указа от 11 февраля 1816 года, направленного Сенату, значилось:

Въехавших в Россию с бывшим Господарем княжества Валахского кн. Ипсилантием, тамошних чиновников Гавриила Катакази и Ивана Персиани, пожалованных в коллежские Советники, повелеваем определить в нашу службу и причислить в ведомство Государственной коллегии иностранных дел с жалованьем по чину из общих государственных доходов.
Летом 1817 года был назначен канцелярским чиновником к миссии во Франкфурте, где в ноябре 1818 года получил должность секретаря посольства, которую занимал до 17 апреля 1829 года; с 9 августа 1828 года состоял в чине статского советника. Пробыв полтора года при делах Коллегии иностранных дел, 21 февраля 1831 года он был определён 1-м секретарём миссии в Греции. В 1835 году подготовил обширную аналитическую записку на французском языке «Рассуждения о Греции от прибытия короля до конца 1834 года», где проанализировал причины политической нестабильности в Греции, обстоятельно описал политическую ситуацию в стране после восхождения на греческий трон принца Оттона Фридриха Баварского в 1832 году и дал обзор политического устройства Греции, её административной сферы, церковно-государственных отношений, финансов, состояния торговли, армии и флота и т. д. Записка, адресованная директору Азиатского департамента МИД К. К. Родофиникину не предназначалась к публикации и была впервые издана в 2016 году.
После греческого восстания 3 сентября 1843 года в Санкт-Петербурге решили понизить ранг российского дипломатического представителя в Греции с посланника до поверенного в делах и на эту должность 11 ноября 1843 года был назначен Персиани; 30 декабря 1844 года он был произведён в действительные статские советники.
9 января 1857 года был назначен чрезвычайным посланником и полномочным министром при дворах Ганноверском и Ольденбургском.
С 7 апреля 1857 года — тайный советник. В отставку вышел 10 сентября 1866 года с производством в действительные тайные советники.
Скончался в Баден-Бадене 27 мая (8 июня) 1888 года в возрасте 94 года.

## Награды
Награждён российскими орденами: Св. Владимира 4-й ст. (1821), Св. Анны 2-й ст. (1825), Св. Владимира 3-й ст. (1841), Св. Станислава 1-й ст. (1850), Св. Анны 1-й ст. (1854), Белого орла; также имел также иностранные ордена: Льва Церингенского 3-й ст. (Баден, 1819), Гвельфский (Ганновер), Ольденбургского дома 1-й ст. (Ольденбург), Нишан-Ифтигар (Османская империя, 1848), командорский крест ордена Спасителя 1-й ст. (Греция, 1850). В 1848 году удостоен знака отличия беспорочной службы за XXX, в 1853 — за XXXV, в 1858 — за XL лет службы.

## Семья
Первый раз женился в 1825 году на княжне Роксандре Мурузи, за которой получил 3000 десятин земли в Бендерском уезде Бессарабской области.
Вторая жена — княжна Смарагда Ивановна Каллимахи (1812—1888). Их дети:
- Мануил (15.05.1840—1842);
- Виктор (11.05.1841—1900), действительный статский советник, также служивший в МИД;
- Александр (24.11.1842—1896), тайный советник;
- Владимир (18.03.1846—?).

По состоянию на 31 декабря 1858 года имел во владении 3 дома и 3000 десятин земли в Одессе.